# Troglosiro aelleni
Troglosiro aelleni – gatunek kosarza z podrzędu Cyphophthalmi i monotypowej rodziny Troglosironidae.

## Występowanie
Jak wszyscy przedstawiciele rodzaju jest endemitem Nowej Kaledonii. Występuje w jaskini d'Adio w gminie Poya.